# 德米特里·马里科夫
德米特里·尤里耶维奇·马里科夫（俄语：Дмитрий Юрьевич Маликов，1970年1月29日—）是一名俄罗斯流行歌手、作曲家、新世纪钢琴家、音乐制作人，曾获1999年度俄罗斯功勋演员、2010年度俄罗斯人民演员称号。

## 經歷
德米特里·马里科夫生于莫斯科，在身为“宝石”乐队制作人的父亲尤里·马里科夫的影响下，5岁时便进入音乐学校学习。8岁时曾与后来亦成为歌手的弗拉基米尔·普列斯尼亚科夫组成合奏组合。1989年考入莫斯科音乐学院钢琴系，1994年毕业。
1985年开始正式以创作歌手身份进入歌坛，1989年以一曲《明天见》在业内大受好评，从而为他的成功奠定了基础。
1992年开始发表专辑，1994年正式发表自己参与制作的首张以成名作《明天见》为题的专辑。
1997年，新世纪音乐专辑《Страх полёта 》（飞行恐惧）发行。2007年，新世纪音乐专辑《Pianomania》发行，标志着马里科夫音乐上的日臻成熟。
如今马里科夫已是东欧地区最有影响力的音乐人之一，并同时担任PLAZMA组合的制作人。

## 家庭
- 祖母：瓦莲京娜·费科季斯托娃（已故）
- 父亲：尤里·马里科夫（宝石乐队制作人）
- 母亲：柳德米拉·维尤科娃（舞蹈演员）
- 妹妹：英娜·马里科娃（歌手、演员，新宝石组合制作人）
- 妻子是导演和设计师，比他年长五岁。育有一女（2000年出生）。

## 原创专辑
1. 1992 — Поиски души（探索心灵）
2. 1993 — C тобой（和你一起，1994年再版时改名《明天见》，曲目顺序有改动）
3. 1995 — Иди ко мне（向我走来）
4. 1996 — 100 ночей（100个夜晚）
5. 1997 — Страх полёта (飞行恐惧，2004年再版)
6. 1998 — Звезда моя далекая（我遥远的星辰）
7. 2000 — Бисер（珠子）
8. 2001 — Игра（游戏）
9. 2002 — Love Story（爱情故事）
10. 2007 — PIANOMANIЯ（常译：钢琴琴痴；意译：疯狂钢琴师）
11. 2008 — C чистого листа（从新的一页开始）
12. 2008 — И все-таки я люблю…
13. 2009 — Моя, моя（我的，我的）

## 相关链接
- 德米特里·马里科夫官方网站 （页面存档备份，存于）